# Reserva de la Biósfera Mapimí
La Reserva de la Biósfera Mapimí es un área natural protegida representativa del desierto chihuahuense que comprende parte de los estados de Chihuahua, Coahuila y Durango en México. Esta reserva junto con la Reserva de la Biósfera La Michilía y la Reserva de la Biósfera Montes Azules fueron las primeras del país y de América Latina en ser integradas en Programa sobre el Hombre y la Biósfera de la UNESCO.

## Características ecológicas
Esta reserva de la biosfera incluye los ecosistemas desérticos de la parte central del Desierto de Chihuahua, donde predomina el matorral xerofítico y el chaparral con varias composiciones que forman mosaicos de vegetación halófila en las partes más bajas.
Biológicamente rica, incluye 403 especies vegetales. Destacan las 39 especies de cactus y 200 especies de aves, 5 especies de anfibios, 36 especies de reptiles y 28 especies de mamíferos. Se han identificado nueve especies endémicas para la familia Cactaceae, una para la familia Cochlospermaceae y una para la familia Fouqueriaceae. Particularmente carismáticos son la tortuga del bolson (Gopherus flavomarginatus), el zorro kit (Vulpes macrotis), el lagarto frynico mexicano (Uma paraphigas), el venado bura (Odocoileus hemionus), el tejón americano (Taxidea taxus), el puma (Puma concolor); y aves como el águila real (Aquila crhysaetos).

## Actividades humanas
A partir de 1997, 72.600 habitantes viven en la reserva, principalmente dedicados a la ganadería extensiva, la explotación de sal y la agricultura.

## Flora y Fauna
Según el Sistema Nacional de Información sobre Biodiversidad de la Comisión Nacional para el Conocimiento y Uso de la Biodiversidad (CONABIO) en la Reserva de la Biosfera Mapimí hay más de 815 especies de plantas y animales de las cuales 44 están en categoría de riesgo y 25 son exóticas.